# Alonso Segura
Alonso Arturo Segura Vasi (Lima, 23 de mayo de 1970) es un economista peruano que se desempeñó como ministro de Economía y Finanzas del Perú durante el gobierno de Ollanta Humala.

## Biografía
Estudio en el Colegio Santa Margarita de la ciudad de Lima. 
Realizó estudios de Economía en la Pontificia Universidad Católica del Perú en la cual obtuvo el grado de Bachiller en Economía (1993) y luego la Licenciatura en Economía (1994). Posteriormente concluyó una Maestría (M.A) y siguió estudios del doctorado en Economía en la Universidad de Pensilvania. Asimismo cuenta con una certificación del CFA Institute como Analista Financiero y otra del Global Association of Risk Professionals como Gestor de Riesgos Financieros (Financial Risk Manager).
Fue ejecutivo del área de negocios de la Corporación Financiera de Desarrollo (COFIDE) y luego gerente de Estudios Económicos del Banco Wiese-Sudameris.
Trabajó como asesor en el Ministerio de Economía y Finanzas de 2002 a 2003, durante la gestión de Javier Silva Ruete. 
En el Fondo Monetario Internacional fue asesor del Director Ejecutivo para el Cono Sur y Funcionario del Departamento de Finanzas Públicas.
Fue Gerente de Estudios Económicos y Estrategia de Inversiones del Banco de Crédito del Perú de 2008 a 2013.
Desde enero de 2013 se desempeñó como Jefe del Gabinete de Asesores del Ministerio de Economía y Finanzas hasta el 14 de setiembre de 2014, día que fue nombrado Ministro de Economía por el presidente Ollanta Humala sucediendo en el cargo Luis Miguel Castilla Rubio.
Actualmente es profesor en el Departamento de Economía de la Pontificia Universidad Católica del Perú.